# Arte romana arcaica

Capanne sul Palatino

L'arte romana arcaica è la produzione artistica nel territorio controllato da Roma che va, grossomodo, dagli insediamenti preistorici alla fine dell'età regia (tradizionalmente il 509 a.C.).
Secondo la leggenda, la città di Roma venne fondata il 21 aprile nell'anno 753 a.C. Alle origini della città ebbe grande importanza il guado sul Tevere, che costituì per molto tempo il confine tra Etruschi e Latini, nei pressi dell'Isola Tiberina, e l'approdo fluviale dell'Emporium, tra Palatino e Aventino.
Nell'età protostorica e regia non si può ancora parlare di arte "romana" (cioè con caratteristiche proprie), ma solo di produzione artistica "a Roma", dalle caratteristiche italiche, con notevoli influssi etruschi e campani. Roma non sviluppò dall'inizio della sua storia una cultura artistica propria, a differenza di grandi centri culturali dell'antichità come Atene o Corinto. La stessa città-stato di Roma era composta da più clan organizzati in tribù e non aveva inizialmente un'identità che la differenziasse dalle altre città latine.

## Protostoria romana
Degli insediamenti primitivi restano le basi di alcune capanne sul Palatino, la cui forma doveva essere simile a quella delle urne cinerarie a capanna trovate a Tarquinia; risalgono all'VIII secolo a.C., compatibilmente con la tradizionale data di fondazione della città. Le tombe preistoriche e protostoriche scavate nell'area del Foro e dell'Esquilino hanno messo in luce reperti nel solco della tradizione italica, riconducibili a quattro fasi:
- una fase arcaicissima "protolaziale" o "subappenninica", I millennio a.C., con pozzi a incinerazione con vasi globulari, ad esempio tomba 1 dell'Arco di Augusto;
- una prima fase "laziale", con tombe a dolio e a pozzo con vasi dalle decorazioni geometriche e urne cinerarie a capanna, seconda metà del X-prima metà del IX secolo a.C., ad esempio la tomba Y della necropoli del tempio di Antonino Pio e Faustina;
- una seconda fase "romana", con tombe a fossa e vasi dalla carena più schiacciata, anche biansati, come nella tomba P della necropoli del tempio di Antonino Pio e Faustina, IX-inizio VIII secolo a.C.
- una terza fase, con vasi dalle forme più complesse, con manico allungato e decorazione con costolonature, metà dell'VIII e la metà del VII secolo a.C., ad esempio nella tomba 99 della necropoli dell'Esquilino.

## Architettura

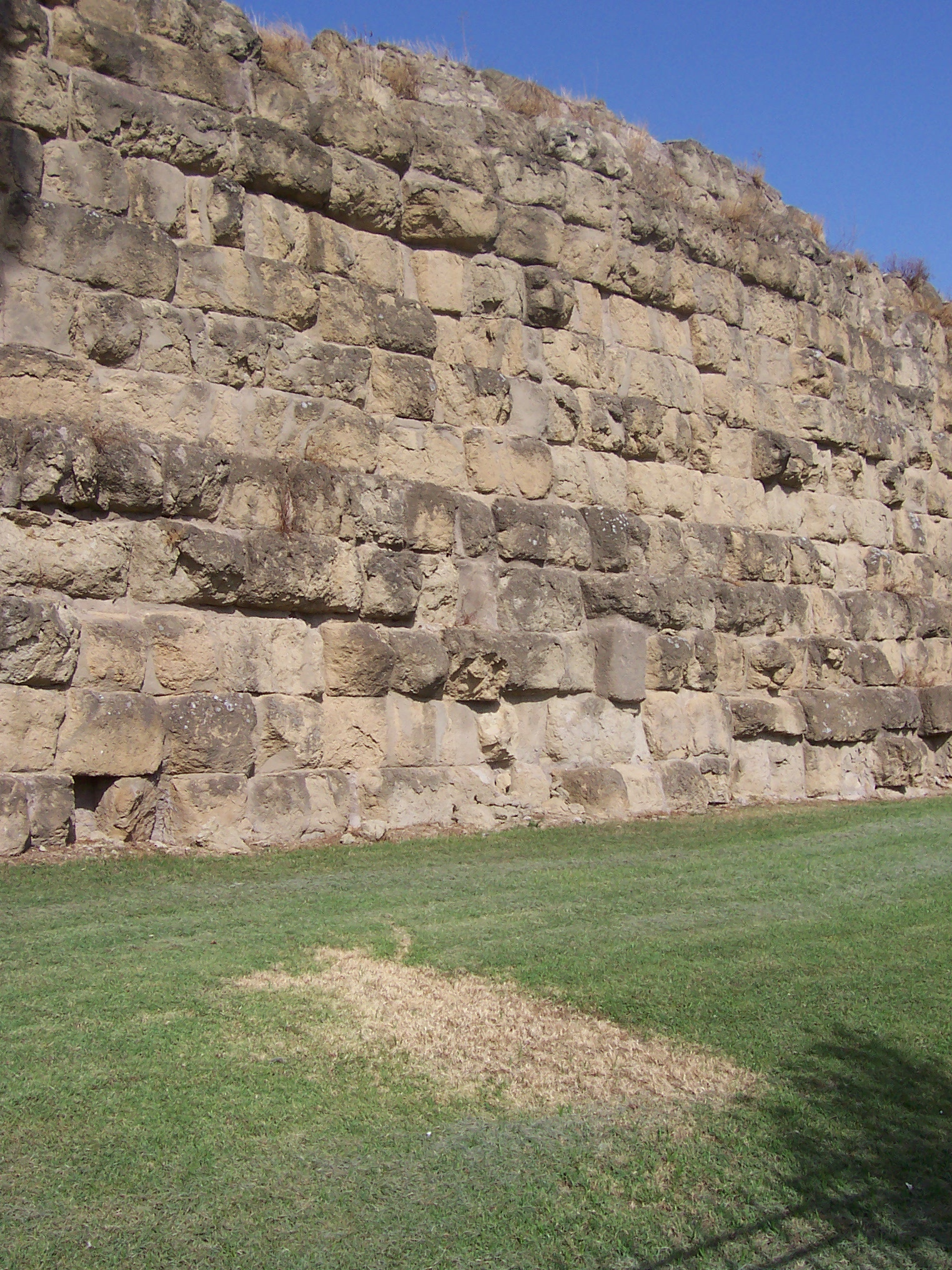
Le mura serviane presso la stazione Termini

Presso l'emporio vicino all'attraversamento del fiume, il Foro Boario, è stato scavato un tempio arcaico, nell'area di Sant'Omobono, risalente alla fine del VII-metà del VI secolo a.C., con resti di età appenninica che documentano una continuità di insediamento per tutta l'epoca regia.
Sotto Tarquinio Prisco viene edificato sul Campidoglio il tempio dedicato alla triade capitolina, Giove, Giunone e Minerva, nella data tradizionale del 509 a.C., la stessa in cui viene collocata la cacciata del re e l'inizio delle liste dei magistrati. La data di fondazione del tempio poteva anche essere stata verificata dagli storici romani successivi grazie ai clavi i chiodi annuali infissi nella parete interna del tempio. I resti del podio del tempio sono ancora parzialmente visibili sotto il Palazzo dei Conservatori e nei sotterranei dei Musei Capitolini. Le sculture in terracotta, altra caratteristica dell'arte etrusca, che lo adornavano sono andate perdute, ma non dovevano essere molto diverse dalla scultura etrusca più famosa della stessa epoca, l'Apollo di Veio dello scultore Vulca, anch'essa parte di una decorazione templare (il Santuario di Portonaccio a Veio). Anche la tipologia architettonica del tempio sul Campidoglio è di tipo etrusco: un alto podio con doppio colonnato sul davanti sul quale si aprono tre celle.
Tra le opere più imponenti della Roma arcaica ci furono la Cloaca Maxima, che permise l'insediamento nella valle del Foro, e le Mura serviane, delle quali restano vari tratti.

## Altre arti figurative

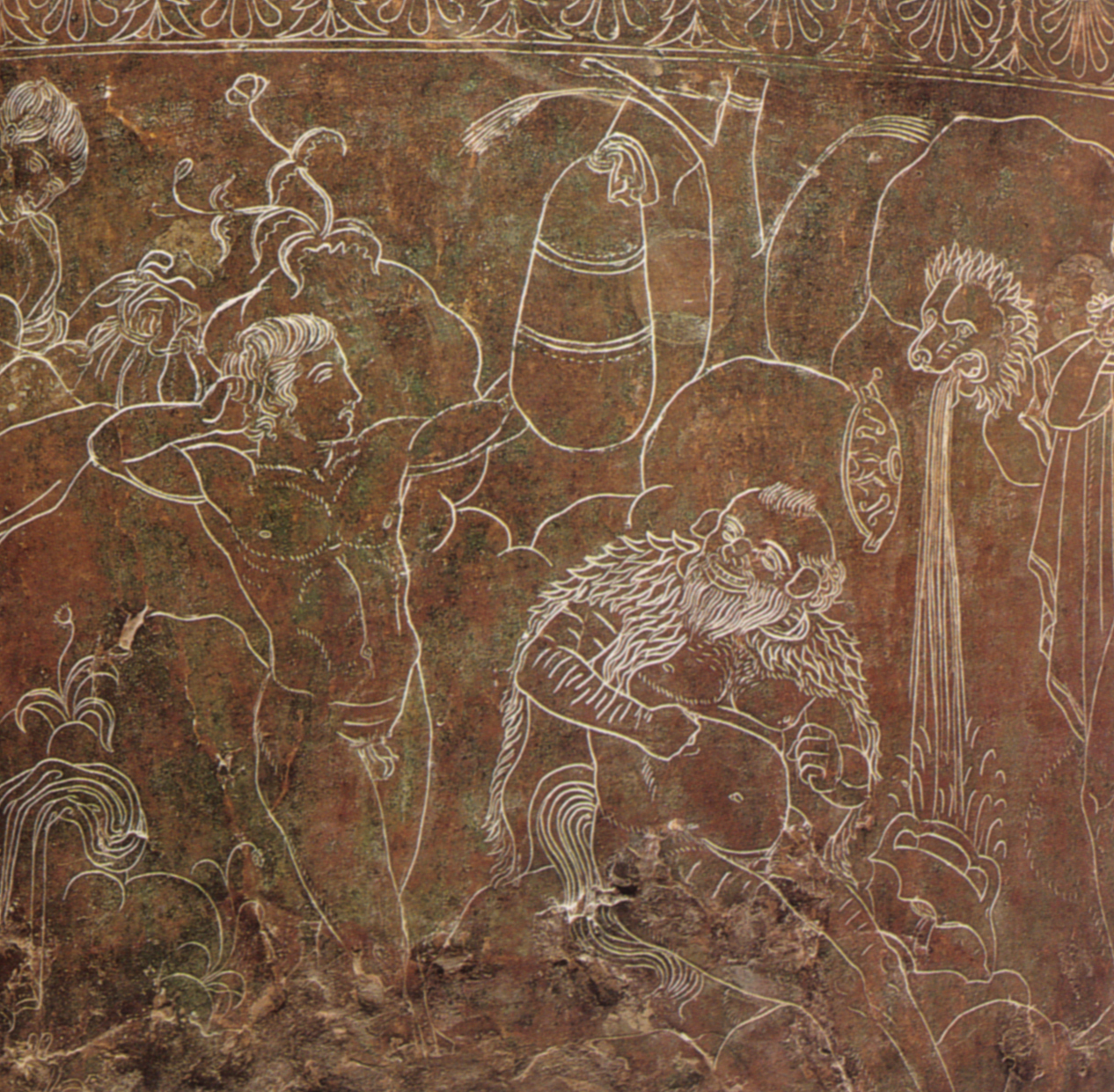
Incisioni della Cista Ficoroni

Tra l'VIII e il IV secolo a.C., tutta la produzione artistica romana è inequivocabilmente proveniente da officine etrusche o campane, con importazioni dalla Grecia di gran lunga meno consistenti (per qualità e quantità) che nell'Etruria contemporanea, segno di una minore ricchezza. Tra la metà del VII e l'inizio del VI secolo dovevano esistere in ambito laziale officine dove erano prodotto oggetti di forme etrusche da genti di lingua latina, come sembrerebbe provare la famosa fibula prenestina. Le fonti riportano anche contatti con la Grecia, per esempio nel caso della statua lignea della divinità del tempio di Diana sull'Aventino, proveniente dalla colonia focese di Marsiglia.
Bisogna attendere il periodo tra la fine del IV e l'inizio del III secolo a.C. per trovare un'opera prodotta sicuramente a Roma: è la nota Cista Ficoroni, contenitore in bronzo finemente cesellato col mito degli Argonauti (dall'iscrizione "Novios Palutios med Romai fecit", "Novio Plautio mi fece a Roma"). Ma la tipologia del contenitore è prenestina, l'artefice di origina osco-campana (a giudicare dal nome), la decorazione a bulino di matrice greca classica, con parti a rilievo inquadrabili pienamente nella produzione medio-italica.
Non è più invece considerata opera arcaica il simbolo di Roma, la Lupa Capitolina, già attribuita ad artisti etruschi del V secolo, le cui analisi chimiche hanno svelato una sorprendente datazione altomedievale.